# Diocèse de Coronel Oviedo
Le diocèse de Coronel Oviedo (en latin : Dioecesis Oviedopolitana ; en espagnol : Diócesis de Coronel Oviedo) est un diocèse de l'Église catholique du Paraguay suffragant de l'archidiocèse d'Asuncion.

## Territoire

Diocèse Coronel Oviedo en rouge

Il comprend le département de Caaguazú ce qui fait un territoire d'une superficie de 11 474 km divisé en 24 paroisses. Le siège épiscopal est dans la ville de Coronel Oviedo où se trouve la cathédrale Notre-Dame du Rosaire.

## Histoire
La prélature territoriale de Coronel Oviedo est érigée le 10 septembre 1961 par la constitution apostolique Quem ad modum du pape Jean XXIII en prenant une partie des territoires des diocèses de Concepción en Paraguay et de Villarrica del Espíritu Santo. La prélature est élevée au rang de diocèse le 6 mars 1976. 

## Évêques
- Jerome Arthur Pechillo (10 septembre 1961 - 6 mars 1976), nommé évêque auxiliaire de Newark
- Claudio Silvero Acosta, S.C.I (15 mars 1976 - 26 mars 1998), nommé évêque auxiliaire d'Encarnación
- Ignacio Gogorza Izaguirre, S.C.I (26 mars 1998 - 3 février 2001), nommé évêque de Ciudad del Este
- Juan Bautista Gavilán Velásquez (18 décembre 2001 -  )